# Dabstep
Dabstep je žanr elektronske muzike nastao u Londonu početkom 2000. godine. Zanimljivo je to što je uspeo da se probije na globalni nivo bez pomoći nekog poštovanog muzičkog autoriteta, uz to odbijajući dotadašnje muzičke kanone. Ovo su karakteristike podzemne scene, a kada žanr postane popularan kod šire publike (pogotovo kada je u pitanju svetska popularnost) te karakteristike se gube i dobija se samo još jedna vrsta potrošne robe. Čar dabstepa jeste u tome što je dostigao svetsko priznanje i u isto vreme uspeo da zadrži odlike podzemne scene.

## Karakteristike
Muzički ga definiše mračno raspoloženje, retki proređeni ritmovi sa naglaskom na basu koji pruža harmoničnu i ritmičku podršku. Svi britanski muzički žanrovi nastali su iz "garaznog" zvuka. ’90tih godina kada je džangl pravac bio na vrhuncu, garage je na džangl žurkama počeo da se pušta u 'čil' prostorijama pa su Dj-evi bili prinuđeni da ubrzaju garage kako bi ga prilagodili energičnoj džangl publici. Da se ubrzani tempo ne bi toliko osećao morali su da izbace glasove iz pesama. Taj nedostatak vokala popunjavali su MC-evi koristeći garage kao matricu za svoje tekstove. Tako je garage počeo da se razdvaja u dva pravca:
1. 4x4 garage karakteriše bas bubanj na svakom udarcu u taktu (slično house muzici);
2. 2step kod kojeg je izostavljen drugi i četvrti udarac u taktu.

Iz 2step-a evoluirala su dva pravca: grajm i dabstep. DJ-evi koji su u to vreme puštali 2step koristili su mračnije zvukove, sporije ritmove i dublje basove što je dovelo do odvajanja dabstepa i grajma koji su ranije bili nerazvojni. Razlika je u tome što je dabstep instrumentalna muzika, dok grajm ima brze i agresivne rep vokale, tkz. „spitting“.
Što se tehničkog dela tiče dabstep obuhvata veoma širok spektar sjedinjenih muzičkih žanrova ali postoje par karakteristika koje definišu ovaj nov muzički pravac. Dabstep ritmovi su obično sinkopirani (sinkopacija), što znači da su neočekivani, odnosno da se u datoj minutaži gde se očekuje zatišje ili normalan tok ritma pojavljuje stresan momenat. A i obrnuto, kada je stresan bit nastupa primirje ili potpuna tišina. Tempo je skoro uvek u opsegu od 138-142 bpm-a (beat per minute- merna jedinica za tempo ili otkucaje srca u minuti). Dabstep ritmovi ne prate tipičan four on the floor šablon korišćen u disko muzici ’70tih i ’80tih godina kojeg karakteriše ravnomerno akcentovan bit odsviran na bas bubnju. On pokušava da se osloni na 'kickdrum' baziran oko prvog i trećeg bita (pulsa) i duže perkusije koje u pesmi stvaraju neku vrstu tenzije i iščekivanja. Još jedna karakteristična crta je 'bass drops' (ubaciti bas) što je naziv za momenat kada se perkusije smanjuju spuštajući pesmu do potpune tišine da bi se ponovo obnovila sa većim intenzitetom praćena dominantnim basom (što je preuzeto iz drum & bass-a). 'Rewinds/reloads' je trik koji se koristi kada je pesma popularna i priznata od strane publike pa Dj iznova zavrti istu ploču i pesmu pusti ispočetka, na šta publika veoma burno i odobravajuće reaguje. MC (odnosno vokal) nije centralna tačka kao što je slučaj u grajmu, već minimalno doprinosi muzici bodreći DJ-a svojim upadnim karakterističnim uzrečicama i motivišući publiku univerzalnim porukama o miru, jedinstvu i slozi među ljudima, više nego nekim zaista liričkim doprinosom. Primećuje se i komercijalni momenat gde konstantno ponavljanje imena DJ-eva i organizacija koje učestvuju predstavlja pečat na muzičkom delu koje se prezentuje. Dabstep je fizičko iskustvo, bas dopire do samih kostiju, a njegov globalni i nacionalni potencijal ogleda se u tome što ne postoji jezička barijera.
Klasičnu strukturu kao u svakom elektronskom žanru čini intro (uvod), glavni deo koji uglavnom sadrži 'bass drop', bridge (most) ili prelaz, zatim drugi glavni deo koji je sličan prvom ali obično sa dodatkom još jednog ’dropa-a’ i outro kao zaključak.
Svaka muzika vuče korene sa određenog područja (jamajčanski dub, Čikago-house, Detroid techno, Bronx-hip-hop, Uk-rave, Rio-funk, Israel-trance...) i oni se u dabstepu svi spajaju u celinu. Dabstep počinje da okupira jedinstvenu teritoriju na kojoj istovremeno priznaje raznoliku paletu zvukova prepoznatu u već postojećim žanrovima. Kao što Rusko naglašava: „Svi pravci koji su uticali na razvoj dabstepa su u jednoj prostoriji i on ih ne razgranjuje u podžanrove, već ih sve zajedno obuhvata.“ Pored toga što su DJ-evi ostalih elektronskih (i ne samo elektronskih) žanrova počeli da uključuju dabstep u svoja izdanja, učešće dabstepa može se primetiti i u multimedijalnim događajima kao što je Dis Patch festival  Архивирано на веб-сајту  (6. јануар 2010)koji se održava i kdo nas kod nas, a do sada su ga posetili producenti kao što su 2562 i Martyn, Kode9. Lepota dabstep muzike možda i jeste u njenom konstantnom definisanju sebe same.

## Osnivanje
Originalni dabstep zvuk proizišao je od producenata EL-B, Steve Gurley, Oris Jay i Zed Bias negde između 1999 i 2000 godine. Međutim, stvar je postala ozbiljnija ukljičivanjem mlađih generacija koje dolaze iz malog grada Craydon gde se nalazila prodavnica ploča „Big Apple Records“ oko koje su se okupljali svi današnji predstavnici dabstepa. Ključni izvođači kao što su Hatcha i Skream su radili u toj prodavnici koja je prvobitno prodavala garage i drum & bass ploče. Većina sadašnjih dabstep izvođača redovno su obilazili radnju koja je ubrzo zatvorena i ponovo otvorena pod imenom „Mixing Records“ ali sada sa mnogo većim izborom svih elektronskih muzičkih žanrova.
Veoma bitna stavka u razvoju dabstepa je osnivanje noćnog kluba  2001 godine koji je prvi promovisao dabstep zvuk kao i ostale dark garage hibridne pravce gde su dabstep producenti mogli premijerno da puštaju novu muziku. Čar FWD kluba je u tome što su ljudi uvek mogli očekivati drugačiju atmosferu nego u ostalim klubovima. FWD organizacija potrudila se da ispuni ta očekivanja promovišući svako veče nove žanrove koji nisu imali svoju oformljenu scenu niti publiku.
Zed Bias : “FWD je sjajno mesto zato što privlači najbolju moguću publiku za muziku koju mi pravimo. Oni očekuju da to bude drugačije od onoga što su čuli na drugim žurkama.” 
Glavni i odgovorni krivac za širenje dabstep zajednice je nesumnjivo internet i ostali izvori emitovanja poput piratskih radio stanica kao što je dabstep.fm Архивирано на веб-сајту  (12. септембар 2017), Sub FM, Rinse FM gde je DJ Hatcha polako kroz svoje setove provlačio dela ostalih producenata iz Severnog Londona (Benga, Skream, Digital Mystikz, Amdukias,Loefah) i tako izložio dabstep globalnom procenjivanju. Počeo je da se širi van lokalnih scena 2005/2006 godine sa stvaranjem mnogih web stranica, blogova i foruma posvećenih ovom žanru. Lokalne scene su jačale, dok je svetska scena postepeno rasla. To je izazvalo veliko ushićenje kod svih pripadnika i pristalica ovog pravca. Najširoj publici svest o dabstepu stvorila je podrška muzičkih magazina (The Wire) i online publikacije kao što su Pitchfork Media. Dabstep je za današnjicu ono što je trip-hop bio za ’90-te godine. Trip-hop je lakše svariti nego hip-hop i slično tome novinari i šira populacija su se odazvali na poziv dabstepa jer se sa njime mogu lakše povezati nego sa energičnim i besnim grime MC-evima. Rapidan i širok razvoj dabstepa rezultovao je učešćem velikog broja žena na dabstep sceni kao producenata, pisaca(spisateljica), fotografa (fotografkinja) zainteresovanih za žanr, što ranije nije bio čest slučaj u elektronskoj muzici, razbijajući tako stereotipe muške orijentacije na sceni. Objašnjenje za to je da su dabstep večeri manje naporne i više meditativne. Dok su grime i drum&bass žurke prilično agresivne na dabstep večerima se oseća taj meditativni prilaz koji je privlačniji za žensku populaciju. Novinarke Melissa Bradshaw, Emma Warren i fotografkinja Georgina Cook su svojim izveštajima i dokumentarcima imale masivan uticaj na kulturnu vrednost dabstepa.
Digital Mystikz (Coki & Mala) osnovali su svoju malu izdavačku kuću koja je imala svoje veče svaka dva meseca u Brikstonu, delu Londona snažno povezanog sa regeom, gde su uvodili nove izvođače kao što su Kode 9, DJ Pinch,Amdukias, Vex’d… Trenutak koji je žanru doneo zvanično priznanje bila je prva godišnjica DMZ-a na čiju proslavu je došlo mnogo više posetilaca nego što je klub bio u mogućnosti da primi, uključujući posetioce iz udaljenijih područja (Švedska, U.S., Australija…). Ovo veče ukazalo je na neverovatnu rasprostranjenost i zainteresovanost ljudi za ovaj tako reći novi kulturni fenomen. Nakon ovoga usledio je niz uspeha koji su označavali i potvrđivali značaj dabstepa na globalnoj muzičkoj sceni. 2006 godine neverovatan uspeh Skream-ovog hit singla “Midnight Request Line” postavio je Skream-a (jez-eng|Oliver Jones) na poziciju lidera dabstepa koju on i dalje uspešno zauzima.
Interesovanje za dabstep naglo je poraslo nakon emisije “Dabstep Warz” na BBC Radio 1 koju je pokrenula Mary Anne Hobbs u januaru 2006 (izdata je i kompilacija pod imenom “Warrior Dubz”). Dabstep Warz stvorio je novu publiku i u UK i širom sveta, a 2007 godine počeli su da se priključuju i Baltimor, Kanada, NY, San Francisko, Sijetl, Hjuston, Najbolja pjesma dabstepa je do dan danas Ajapai-Get Down Lay Down !

## Koreni
‘Dab’ i ‘step’ komponente hibridnog imena oslanjaju se na dve veoma različite tradicije. Dab je u svom najčistijem obliku shvaćen kao deo jamajčanskog regea ’70-tih godina, kao proizvodnja instrumentalnih verzija već postojećih pesama. Reč ‘step’ je u originalu ‘2step’ tj varijanta UK garage žanra blisko povezanog sa house muzikom. 2step kombinuje elemente raznih vrsta dance muzike i prilično je prazan , a ta praznina se popunjuje MC-jem i uključivanjem i kombinovanjem različitih dinamičnih oblika muzike. Slučaj kod dabstepa je što je grime u njega direktno umetnut. To dokazuje činjenicu da grime, gde je primaran MC i dabstep gde je MC samo jedan od dodataka, potiču iz istog korena i da je nepotrebno izdvajati ih kao zasebne žanrove već kao ogranke jednog osnovnog i mnogo šireg žanra. Taj prvobitni žanr, tačnije sound system kao oblik i tehnika pravljenja muzike je koren onoga što danas poznajemo kao ‘miksovanje’ odnosno rukovanje miksetom. Tu postoji plodno tle za kreativni doprinos i dodavanje nečeg sopstvenog obeležavajućeg. U moderno doba elektronske muzike, reč dab označava bilo koju vrstu muzike stvorenu upotrebom miksovanja već snimljenog zvuka. Kao vid umetničkog izražavanja, razdvajati različite instrumente i komponente i ubacivati ih u nešto što zvuči potpuno drugačije. Svaki značajan razvoj u popularnoj muzici, izuzev punk-roka od 1960 godine proizašao je iz jamajčanskog dance hall-a i njihovog sound system-a, koji je nakon II svetskog rata predstavljao zamenu za skupe orkestre. Skoro svi muzički žanrovi dolaze do svoje ključne tačke kada se inovacije i ustajalost vrte u krug. Dođe trenutak kada je potrebno zatvoriti krug, tada se određuju i postavljaju granice i gradi se hijerarhija. Iščekivanje inovacija koje bi budućnost trebalo da donese zamenjuje se tipičnim poslom rukovođenja već postojećim. Procenjuje se šta je loše, sta dobro, a šta je ono što je oduvek bilo i biće dobro i vredno poštovanja. Stvara se arhiva iz koje proizilaze heroji koji godinama prave iste dosadne ploče.

## Hyperdub / Kode9 & The Spaceape
Producent Kode 9 osnovao je izdavačku kuću pod nazivom Hyperdub Productions. Hyperdub ne predstavlja samo još jednu izdavačku kuću koja se koncentriše na dabstep, već predstavlja koncept koji se tiče evolucije muzike pod uticajem duba, a obuhvata jungle, drum&bass, UK garage, dabstep, grime. Dabstep je samo poslednji izgranak po redu, ali očekuje se nastavak hibridizacije. Osnovna teorija oko koje se formira Hyperdub je evolucija zvuka i mutacija žanrova – ’hiperaktivni dub’. 
Album Kode 9 & Spaceape pod imenom „Memories of the future“ spada u obaveznu literaturu ako postoji i najmanje interesovanje za ovaj pravac. Ceo album obavijen je čudnom kosmičkom atmosferom kroz koju lebde tekstovi Spaceape-a. Kode 9 programira skup spekulativnih svemirskih ritmova kroz koje ’projektuje’ Spaceape-a u budućnost kao naratora protagonistu koji kroz svoje putovanje istražuje i podnosi izveštaj. Potrebno je izmeniti klasičan način slušanja muzike da bi se ovaj album shvatio na pravi način. Lirsko izražavanje Spaceape-a (Stephen Samuel Gordon) odiše akademskim značenjem i kulturnim i intelektualnim referencama. Ovaj album i njegove tekstove neće moći da shvate oni koju samo slušaju piratske dabstep radio stanice. Potrebno je biti upoznat sa radovima Mišela Fuko-a i Žila Deleza na koje se vokalist oslanja i čiji se uticaj snažno oseća u tekstovima. Postmodernističke ideje na koje se oslanja su teorije o identitetu, subjektivnom osećaju za vreme i prostor kao i granice koje nam postavlja jezički poredak. U ovim okvirima S. S. Gordon pokušava da opiše drugu stranu ljudske prirode, tako reći spiritualnu stranu, određeno spokojno stanje ljudskog duha koje ljudska vrsta može postići jedino putem dubinskog i potpunog preobražavanja stanja svesti. Stavlja se u poziciju objektivnog posmartača i jedinog očevidca svih užasnih zločina koje ljudska vrsta čini i iz njih izvlači najjednostavnije zaključke koji zapravo predstavljaju stepenice kad višem stanju svesti i mističnom poimanju sveta („to think is the link between life and death“; “sleep is the cousin of death“; „where dark is light and the light is bright, it’s a struggle to maintain my appetite“...). Ovaj album je u stvari uvod u knjigu koju Kode 9 (Steve Goodman) piše. Na jednom britanskom univerzitetu Steve predaje zvučnu filozofiju i dizajn zvuka pa svrsishodno tome se interesuje za koncept ’sonic warfare’ tj rat mašina u odnosu sa muzikom, upotreba zvuka kao oružja i mogućnost ujedinjavanja najširih slojeva ljudske populacije putem tehnoligije i medija (piratske radio stanice) sa internet kulturom kao temeljem. Ta zvučna filozofija ne bazira se na značenju zvuka, već na njegovom efektu (vibracije i poliritmični efekti). Istražuje razvoj zvučnih sistema i pokušava da otkrije načine na koji se oni koriste u konfliktima, primer je američka vojska koja protiv Iraka koristi ultrasonično oružje.

## Malcolm Gladwell - "The Tipping Point"
Ovakav stav prema muzici i posvećenost ljudi iz raznih organizacija širom sveta podupiru sada već razvijenu dabstep kulturu. Postoje tri faktora koja obezbeđuju siguran protok ideja, produkata, poruka i ponašanja u obliku imidža tj načina života kroz sve vrste društvenih slojeva. Na ovo nam ukazuje novinar i sociolog Malkom Gladvel (Malcolm Gladwell) u svojoj knjizi „The tipping point“ gde objašnjava mogući uticaj raznih mikrozajednica na makrozajednicu kada je za to pogodan trenutak. Obrazlaže načine razvoja i evoluciju mnogih dosadašnjih trendova. Tri faktora koja ističe su:
1.THE LAW OF THE FEW - zakon nekolicine- mali broj ljudi se sakuplja oko neke ideje i počinje da je širi na okolinu. Ti ljudi se dele u grupacije povezivača, eksperata i prodavaca. U slučaju dabstepa povezivači su organizatori, oni koji povezuju iza scene zajedno sa producentima i medijima koji šire i povezuju ljubitelje i muziku. Eksperti su oni koji prenose, kategorizuju, ocenjuju i dele informacije o sceni (blogeri, sajtovi). Prodavci su oni koji prenose ideju publici i angažuju se u praktičnoj realizaciji ideje (Mary Anne Hobbs, Forward>>, DMZ...)
2.STICKINESS FACTOR – faktor koji ukazuje na stepen privlačnosti ideje, da li ideja odgovara ukusu publike odnosno koliko joj odgovara i da li se zadržala u njihovom sećanju
3.POWER OF CONTEXT – naše unutrašnje stanje je rezultat spoljašnjih okolnosti. Mračni elementi dabstepa proizilaze iz tmurne kišovite londonske okoline gde ljudi često prave fundamentalnu atribucionu grešku tako što podcenjuju uticaj i značaj trenutne situacije i okoline.
Britanski, preciznije londonski multikulturalni društveni milje odigrao je ključnu ulogu u nastanku dabstepa.
Dabstep je uspešno ispunio sve ove uslove, a rezultati su više nego očigledni. Za samo 6, 7 godina evolucije dabstep je postao razvijena kultura kojoj granice nisu na vidiku. Primarni kvalitet dabstepa i jeste u tome što ga je nemoguće definisati. Ostaje otvorena opcija za razvoj u bilo kojem pravcu na bezbroj strana.
Severni London kao centrala je središte mešanih populacija koje su sve doprinele raznolikom zvuku dabstepa unoseći u njega izvorne žanrove svoje domovine. Dabstep proširuje etničku paletu indirektno uvodeći zvuke iz okolnih delova grada, drugih gradova i kultura kao npr. istočnjačke instrumentale. Vrlo često se ubacuju ženski vokali sa Srednjeg Istoka koji bez reči stvaraju zvuke slične zvuku metala koje proizvode mali zvončići i asociraju na turske trbušne plesačice. Takođe su karakteristični odlomci iz filmova sa nekom upečatljivom porukom.

## Ideologija
Dabstep ignoriše širok opseg pretpostavki i ideologija vezanih za tehnologiju, muzičare i autorska prava, a prihvata istoriju, socijalne promene i kulturni kontinuitet. Daje odgovor na pitanje kako su elektronske tehnologije oblikovale popularnu muziku i kulturu poslednjih 50 godina. Zbog toga predstavlja vrlo značajan trenutak u razvoju popularne kulture i njenog uticaja na društvo, koji bi trebalo podrobnije ispitati. Fascinantno je to što se po medijima raširio vrlo brzo, pre svega probijajući svoj put kroz prašumu blogova i Internet-foruma, medija ne-kontrolisanih od strane bilo kog kulturnog/ umetničkog/ biznis autoriteta. Priča je potekla iz naroda i došla do tog istog naroda uz blagu pomoć budnijih 'pravih' medija (npr.The Wire ili Pitchforkmedia.com). Ako uspe da ostane otvoren i bez kraja, ako uspe da prihvati sve različitosti očekuje ga svetla i zdrava budućnost.

## Spoljašnje veze
- Dubstep.rs - Srpski portal dabstep muzike
- getdarker sajt
- Tempa Records
- Skull Disco Records
- Dabstep Directory[мртва веза]
- Dabstep on Last.fm
- Dabstep radio
- Dabstep Radio Stations Online Архивирано на веб-сајту  (21. мај 2013)